# Història del Kirguizstan

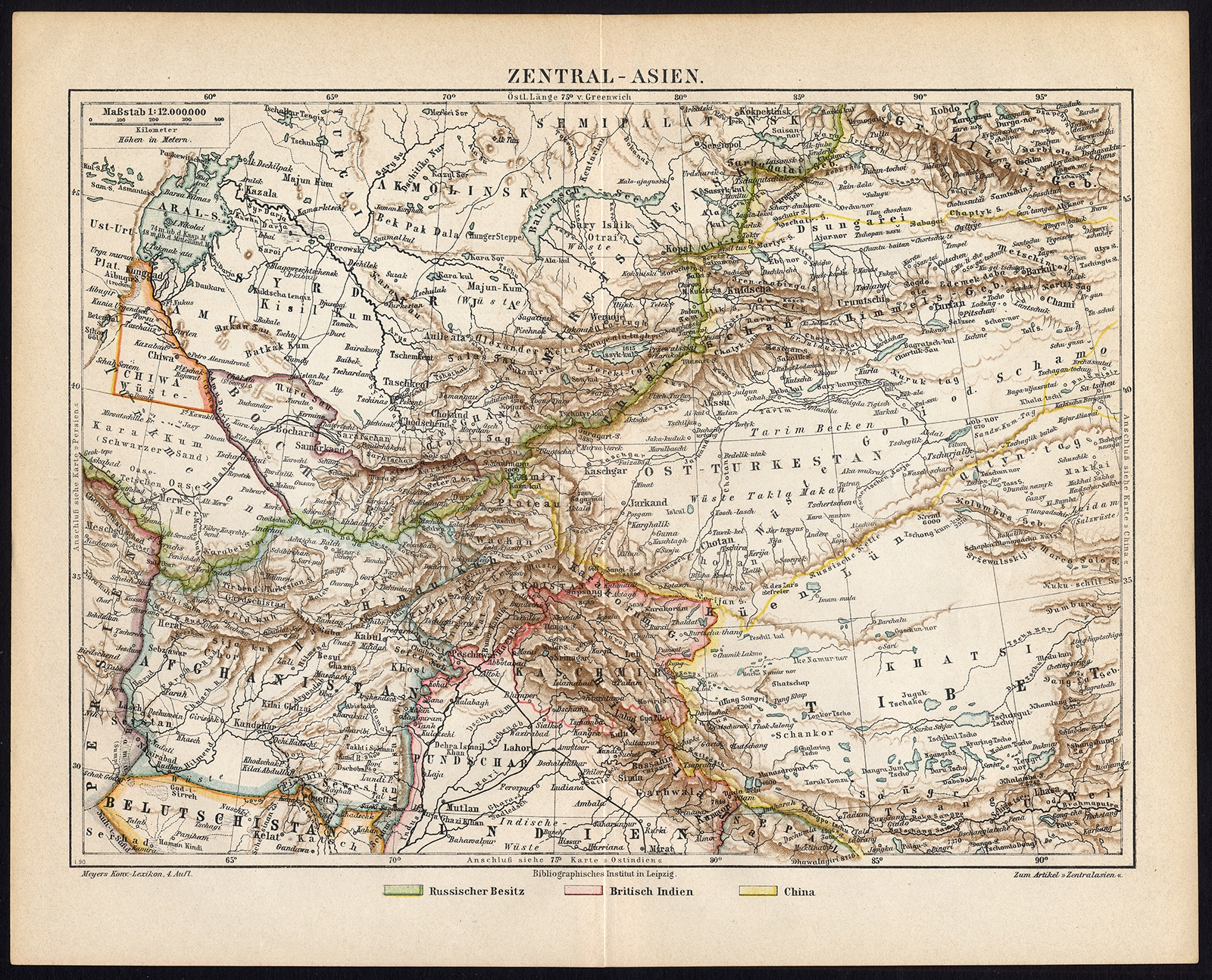
Mapa històric de l'Àsia central

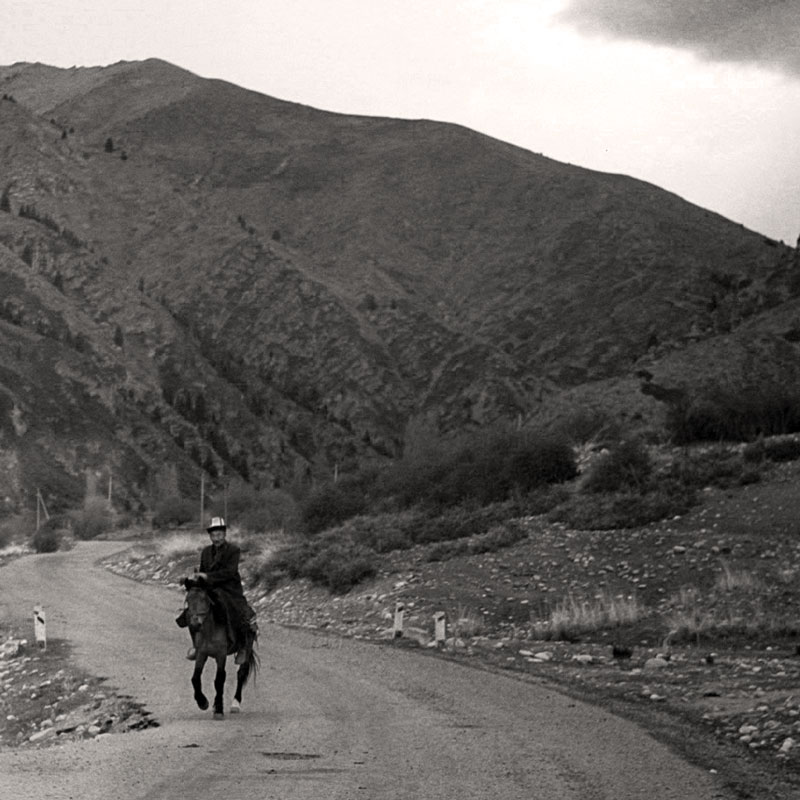
Home a cavall al Kirguizstan

Aquest article tracta sobre la història del Kirguizstan.

## Història antiga
Els utensilis de pedra trobats a les muntanyes Tian Shan indiquen la presència de la societat humana en el que és ara Kirguizstan des de fa uns 200.000 a 300.000 anys. Els primers registres escrits d'una civilització en l'àrea ocupada pel Kirguizstan apareixen al començament de cròniques xineses sobre el 2000 aC.

## Orígens del poble kirguís
Segons alguns descobriments històrics recents, l'origen del poble kirguís ens fa retrocedir al 201 aC. Els primers kirguís vivien a la vall del Ienissei superior, a Sibèria. Les fonts xineses del segle ii i les musulmanes dels segles VII al XII descriuen els kirguisos com pèl-roigs, de pell blanca i ulls verds (blaus). La primera aparició als registres xinesos del Gran Historiador és com a Gekun o Jiankun (鬲昆 o 隔昆), i posteriorment com a part de les tribus de Tiele, un cop estigueren sota el domini dels göktürks i uigurs.
La descendència dels kirguisos de la població siberiana autòctona es confirma, d'altra banda, per alguns estudis genètics. En aquest sentit, cal fer notar que un 63% dels homes kirguisos moderns comparteixen l'haplogrup R1a del cromosoma Y amb els tadjics (64%), ucraïnesos (54%), polonesos (56%) i fins i tot islandesos (25%). Es considera que l'haplogrup R1a del cromosoma Y és un marcador dels parlants de protoindoeuropeu.
La llegenda de la gènesi dels kirguisos parla d'un avantpassat i pare de tot els kirguisos Kyzyl Taigan (Gos Vermell). Una filla del kan tenia el costum de fer llargues passejades en companyia de 40 serventes donzelles. Una vegada, quan tornava cap a casa després del passeig habitual, la princesa veié que el seu aül nadiu era destruït per un enemic. A l'aül trobaren una criatura viva, un gos vermell. La princesa i les seves 40 criades es convertiren en mares, amb l'única intervenció d'un mascle, un gos vermell. Pel nombre de matrones, la descendència de les 40 donzelles, kyrk-kyz, la gent començà a ser anomenada com a kirguís. El culte del Gos Celestial estava estès entre les tribus a l'oest i l'est de l'antiga Xina.
L'estat dels kirguisos arribà a la màxima expansió després de derrotar el Kanat Uigur el 840. Llavors els kirguisos es desplaçaren ràpidament a la serralada de Tian Shan i mantingueren el seu domini sobre aquest territori durant aproximadament 200 anys. Al segle xii, tanmateix, els domini dels kirguisos havia disminuït al massís de l'Altai i les muntanyes de Sayan com a resultat de la creixent expansió mongola. Amb l'ascens de l'Imperi Mongol al segle xiii, els kirguisos emigraren cap al sud. Giovanni da Pian del Carpine, un enviat dels Estats Pontificis, i Guillaume de Rubrouck, un enviat de França, escrigueren sobre la seva vida sota els mongols.
Diversos pobles turquesos els governaren fins al 1685, quan passaren a ser controlats pels oirats (jungars).

## Primera època medieval
Els primers turcs a formar un estat al territori de l'Àsia central (incloent-hi el Kirguizstan) foren els göktürks o Kök-Türks. Coneguts en fonts xineses medievals com a Tujue (突厥 tú jué), els göktürks, sota la direcció de Bumin/Tuman Khan/Khaghan (mort el 552) i els seus fills, establiren el primer estat turquès conegut al voltant de 552 en l'àrea general de territori que havia estat ocupat anteriorment pels xiongnu, i s'estengué ràpidament per governar amplis territoris a l'Àsia central. Els göktürks es dividiren en dos kanats rivals, la part occidental del qual es va desintegrar el 744.
El primer regne a emergir del Kanat Göktürk fou el budista Kanat Uigur, que es desenvolupà al territori que comprenia bona part de l'Àsia central des del 740 al 840.

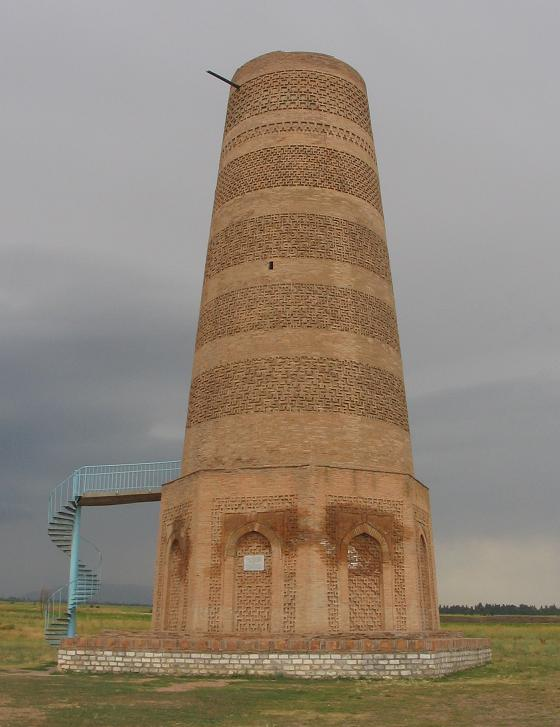
Torre de Burana a Balasagun

Després de la desintegració de l'Imperi uigur, una branca dels uigurs va emigrar als assentaments d'oasis a la conca del Tarim i Gansu, com ara Karakhoja (Gaochang) i Kumul (Hami), i establí una confederació d'estats budistes descentralitzats anomenats Kara-Khoja. Altres, principalment relacionats de manera estreta amb els uigurs (els karlucs), que ocupaven la conca del Tarim occidental, la vall de Ferganà, Jungària i parts del modern Kazakhstan que fan frontera amb el sultanat musulmà turcotadjik de Coràsmia, es convertiren a l'islam en una data no posterior al segle X i construïren una federació amb institucions musulmanes anomenada Kara-Khanlik, les dinasties principesques de la qual són anomenades qarakhànides per la majoria dels historiadors. La seva capital, Balasagun, florí com a centre cultural i econòmic.
L'islamitzat clan principesc dels karlucs, el Balasagunlu Ashinalar (o els qarakhànides), gravità cap a la zona cultural islàmica persa després de la seva autonomia política sobre Àsia central, assegurada durant els segles IX i X.
En tornar-se cada cop més persificats, s'instal·laren en els centres sedentaris més indoiranians com Kaixgar, i se separaren de les tradicions nòmades dels karlucs, i molts dels quals retingueren elements culturals del kanat uigur.
El principat es debilità significativament a principis del segle xii i el territori del Kirguizstan modern fou conquerit pels khitans. El Kanat Kara-khitai (xinès tradicional: 西遼; xinès simplificat:西辽; pinyin: Xī Liáo, 1124-1218), també conegut com a Liao Occidental, fou establert per Yelü Dashi (耶律大石), que portà al voltant de 100.000 romanents khitans (la dinastia Khitan), després d'escapar de la conquesta del seu país d'origen per part dels djurtxet.
La conquesta khitay de l'Àsia central es pot veure així com una lluita intestina dins de la tribu nòmada dels karluk, desenvolupada com a conflicte dinàstic entre les conqueridores elits budistes khitai i els prínceps qarakhànides com a defensors, que ocasionarà la subjugació dels últims per parts dels primers, i la subjugació dels karlucs musulmans per la seva família nestoriana budista.

## Dominació mongola
La invasió mongola de l'Àsia central al segle xiii devastà el territori del Kirguizstan, i va costar la independència i la seva llengua escrita a la seva gent. El fill de Genguis Kan, Jotxi, conquerí les tribus kirguises de la regió del Ienissei, que durant aquell temps s'havien separat. Alhora, l'àrea de l'actual Kirguizstan era un enllaç important en la Ruta de la seda, com ho testimonien unes quantes làpides nestorianes. Durant els 200 propers anys, els kirguisos romangueren sota l'Horda d'Or, Kanat de Txagatai i els oirats i jungars que succeïren aquell règim. La llibertat fou recobrada el 1510, però al segle xvii les tribus kirguises foren envaïdes pels kalmucs, a mitjans del segle xviii pels manxús, i a principis del segle xix pels uzbeks.

## Timúrides i uzbeks

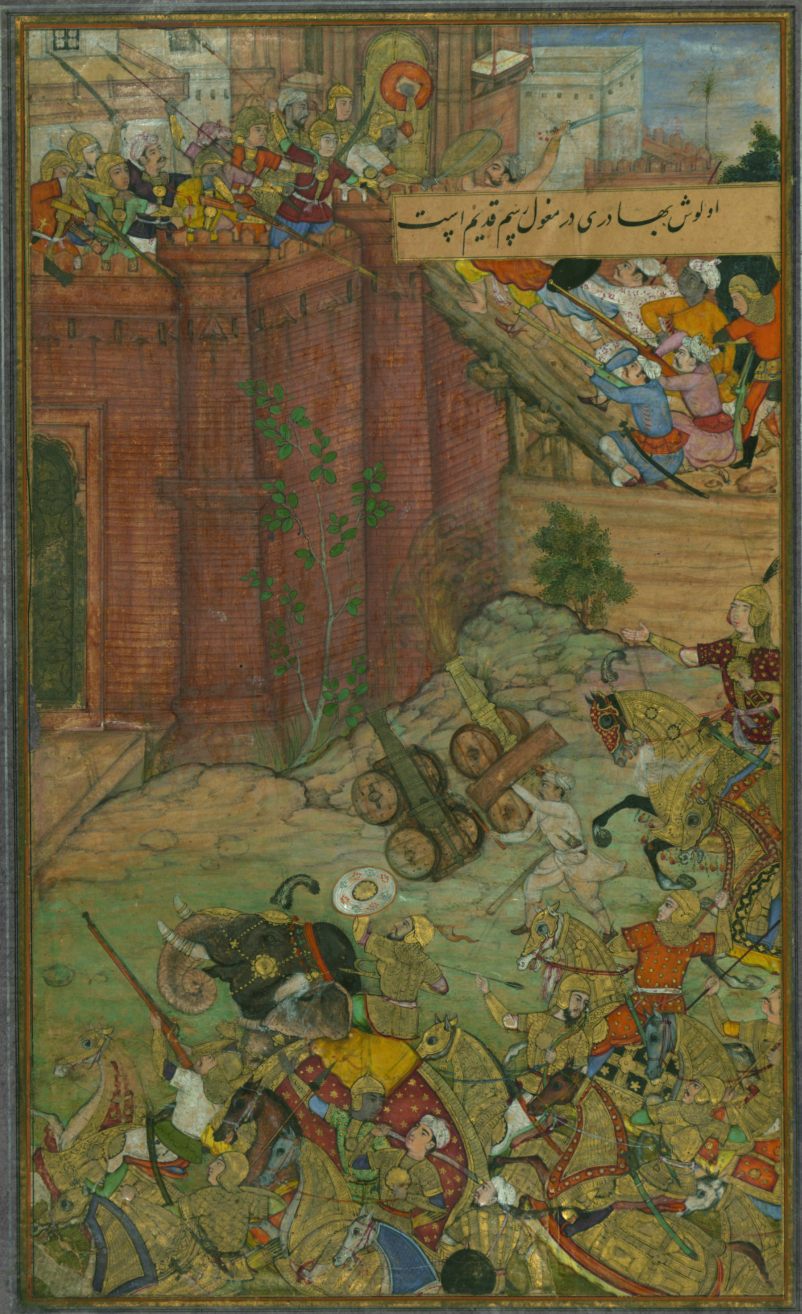
El setge i batalla d'Isfarah. Baber i el seu exèrcit ataquen la fortalesa d'Ibrāhīm Sārū

## Imperi rus: 1876-1917

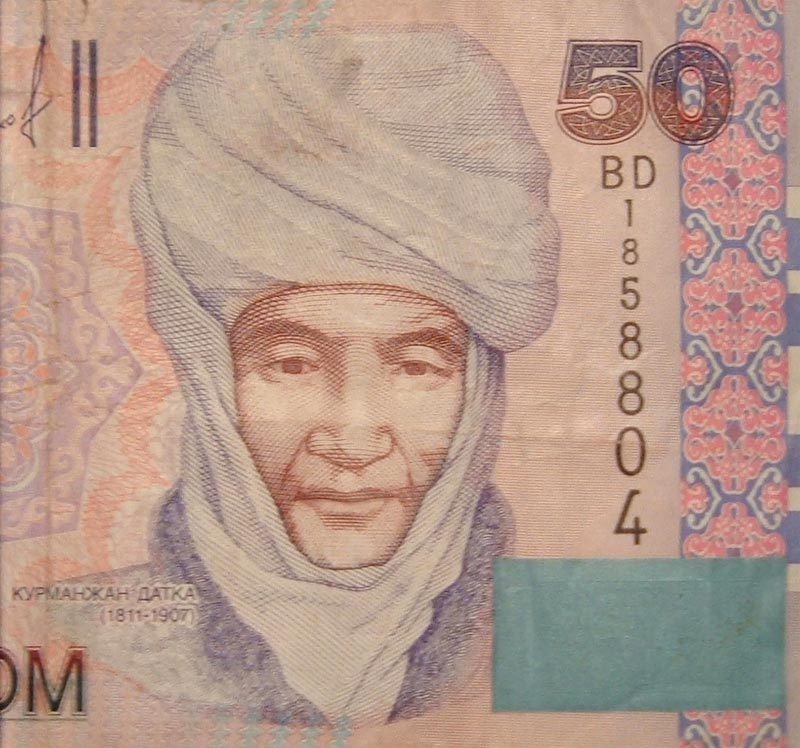
Un bitllet de 50 som amb la representació d'un Kurmanjan Datka

El 1775, Atake Tynay Biy Uulu, un dels líders de la tribu saribaguix, establí els primers contactes diplomàtics amb l'Imperi Rus amb l'enviament d'emissaris per a Caterina II de Rússia a Sant Petersburg. A principis del segle xix, el territori del sud del Kirguizstan passà a ser controlat pel Kanat de Kokand, però el territori fou ocupat i formalment annexionat per l'Imperi Rus el 1876. L'ocupació russa instigà nombroses revoltes contra l'autoritat tsarista, i molts kirguisos optaren per desplaçar-se a les muntanyes del Pamir o a l'Afganistan. La cruel repressió de la rebel·lió del 1916 a l'Àsia central, provocada per la imposició russa del servei militar obligatori als kirguisos i a altres pobles de l'Àsia central, provocà que molts kirguisos fugissin a la Xina.

## L'era soviètica: 1917-1991
El poder soviètic s'establí inicialment a la zona el 1918 i, el 1924, es va crear la Regió Autònoma Kara Kirguís dins de l'RSFS de Rússia. (El terme Kara Kirguís s'utilitzà fins a mitjans del 1920 per part dels russos, per a distingir-los dels kazakhs, als quals hom també es referia com a kirguisos). El 1926, es convertí en la República Socialista Soviètica Autònoma Kirguís. El 5 de desembre, de 1936, la República Socialista Soviètica del Kirguizstan (RSSK) fou establerta com a plena República de l'URSS.

Bandera de l'RSS del Kirguizstan

Durant els anys 1920, el Kirguizstan contemplà un canvi cultural, educatiu, i social considerable. El desenvolupament econòmic i social en fou també notable. Augmentà l'alfabetització i s'introduí una llengua literària estàndard. La llengua kirguís pertany al grup turquès occidental de la família de les llengües altaiques. El 1924, es va presentar un alfabet kirguís basat en l'alfabet àrab, que va ser-ne reemplaçat pel llatí el 1928. El 1941 s'adoptava l'alfabet ciríl·lic. Malgrat la supressió de l'activitat nacionalista sota Ióssif Stalin, que controlà la Unió Soviètica des dels finals dels anys 1920 fins al 1953, es van mantenir molts aspectes de la cultura nacional kirguís.
La moderna afiliació religiosa kirguís és eclècticament musulmana per a una majoria de la població. Les famílies kirguises típiques varien en la seva devoció a l'islam.
Les cultures russa i kirguís difereixen en el respecte a família, la identitat religiosa i l'estructura social. El Kirguizstan és un estat en transició. El dilema social actual és el que ha sorgit des de l'òrgan de control, que es basa principalment en etnicitats russes clàssiques, cap a grups ètnics kirguisos o turquesos que conformen la infraestructura i formació del Kirguizstan. Això ha resultat en un grau apreciable d'inestabilitat i caos associat amb una transició social.
L'ancestral estructura social kirguís estava dominada per tradicions nòmades, que governaven les filosofies polítiques i la socialització. Com que els clàssics grups ètnics russos s'havien "injectat" a la República Soviètica del Kirguizstan, va començar-ne el procés d'urbanització i fou principalment creat per les comunitats russes que s'havien instal·lat dins de la República soviètica, principalment per polítiques creades pel partit comunista. És confús saber per què es van crear aquestes polítiques i només queda clar que aquestes polítiques forçaren els russos ètnics a poblar la República.

### Cap a la independència: 1985-1991
L'11 de març del 1985, Mikhaïl Gorbatxov era escollit pel Politburó nou secretari general del Partit Comunista de la Unió Soviètica. Gorbatxov immediatament llançà les seves noves polítiques liberalitzadores, conegudes com a glàsnost i perestroika, si bé tingueren poc d'impacte immediat en el clima polític al Kirguizstan. El 2 de novembre de 1985 Gorbatxov reemplaçà Turdakun Usubaliyev com a primer secretari del Partit Comunista de Kirguízia, que havia estat al poder durant 24 anys, per Absamat Masaliyev. A la premsa de la república se li permeté adoptar una posició més liberal i establir una publicació nova, Literaturny Kyrgyzstan, per part de la Unió d'Escriptors. Es prohibiren els grups polítics no oficials, però a uns quants grups que emergiren el 1989 per tractar sobre una crisi aguda d'allotjament se'ls permeté de funcionar.
La política de Gorbatxov de separació entre partit i estat començà a impactar en la República Soviètica a principis del 1990 quan cada República de la Unió Soviètica celebrà eleccions competitives per als seus respectius Soviets Suprems legislatius, poc després que el PCUS hagués abandonat el seu "paper principal". Això volia dir que el poder local real es movia de la posició de líder de Partit Comunista al de president del Soviet Suprem, el cap d'estat oficial de la República Soviètica. Entre gener i abril 1990 cadascun dels líders dels partits comunistes dels cinc estats de l'Àsia central soviètica assumí la posició de president del Soviet Suprem en la seva república respectiva, sense cap mena de trava per part de les febles forces de l'oposició que operaven a la regió.
A Kirguízia se celebraren eleccions parlamentàries el 25 de febrer de 1990, amb una segona ronda el 7 d'abril. Com que els comunistes eren l'únic partit polític que disputava les eleccions no és sorprenent que rebessin un 90% dels vots. Absamat Masaliyev, el líder comunista, fou escollit pel nou Parlament com a president del Soviet Suprem de Kirguízia el 10 d'abril de 1990.
Tanmateix, la ràpida successió d'esdeveniments començà a escapar-se del control dels comunistes. L'1 de maig de 1990 els grups de l'oposició exhibiren la seva força en una primera gran manifestació a Frunze, en competència directa amb les celebracions oficials del Primer de Maig, i el 25-26 de maig de 1990 els grups de l'oposició formaren el Moviment Democràtic del Kirguizstan com a bloc d'uns quants partits polítics anticomunistes i ONG. Llavors, el 4 de juny de 1990, van aflorar tensions ètniques entre els uzbeks i els kirguisos en una àrea de la província d'Oix on els uzbeks constitueixen la majoria de la població. Això va degenerar en violents enfrontaments que van comportar la declaració d'estat de l'alarma i toc de queda. L'ordre no fou restaurat fins a l'agost del 1990.
El Moviment Democràtic del Kirguizstan es convertí ràpidament en una força política significativa amb un creixent suport al parlament. El 27 d'octubre de 1990 en un preocupant victòria, Askar Akkàiev, president de l'Acadèmia de les Ciències del Kirguizstan i membre reformista del Partit Comunista, fou elegit per al nou càrrec de president, tot derrotant el líder del Partit Comunista Absamat Masaliyev. Kirguízia fou l'únic dels cinc estats de l'Àsia central soviètica que votà el 1990 per fer fora del poder el lideratge comunista preexistent.
El 15 de desembre de 1990, el Soviet Suprem votava per canviar el nom de la república a República del Kirguizstan. El gener de 1991, Akàiev introduí noves estructures governamentals i designà un nou govern, que constava principalment de polítics més joves, orientats a la reforma. El 5 de febrer de 1991, el nom de la capital, Frunze, fou canviat a Bixkek.
Malgrat aquests moviments cap a independència, la realitat econòmica semblava treballar en contra de la secessió de la Unió Soviètica. En un referèndum sobre la conservació de l'URSS, el març de 1991, un 88,7% dels votants aprovà una proposta per romandre com a part de la unió en una "federació renovada."
El 19 d'agost de 1991, quan el Comitè d'Emergència Estatal assumí el poder a Moscou, hi hagué un intent de deposar Akàiev al Kirguizstan. Després que el cop fracassés la setmana següent, Akàiev i el vicepresident, German Kuznetsov, anunciaren la seva dimissió dins del Partit Comunista de la Unió Soviètica (PCUS), i el politburó sencer i el secretariat dimitiren també. Això fou seguit per la votació del Soviet Suprem de la República, que declarà la independència de la Unió Soviètica el 31 d'agost de 1991, amb la qual cosa es convertia en la primera de les cinc repúbliques de l'Àsia central soviètica que marxava de la Unió.

## El Kirguizstan independent: 1991 fins a l'actualitat
El kirguís fou declarat llengua de l'estat el setembre de 1991. L'octubre de 1991, Akàiev concorregué sense oposició a les eleccions i fou elegit president de la nova república independent per votació directa, amb el 95% dels vots. El 21 de desembre de 1991, el Kirguizstan ingressava formalment a la nova Comunitat d'Estats Independents (CEI).
Com en moltes antigues repúbliques soviètiques, després que el Kirguizstan recobrés la independència l'agost de 1991, molts individus, organitzacions i partits polítics procuraren restablir (i, en certa manera, crear des de zero) una identitat cultural nacional kirguís; un fet que, sovint, incloïa un retrocés en contra de russos.
El 1993, afloreren acusacions de corrupció, en un important escàndol, contra els aliats polítics més propers d'Akàiev. Un d'aquests acusats era el primer ministre Txyngyixev, que fou destituït per raons ètiques el desembre. Després del cessament de Txyngyixev, Akàiev cessà el govern i demanà a l'últim primer ministre comunista, Apas Djumagulov, que en formés un de nou. El gener de 1994, Akàiev inicià un referèndum que demanava un mandat renovat per completar el seu període de govern. Rebé un 96,2% dels vots.
El parlament aprovà una nova constitució el maig de 1993 i la República del Kirguizstan fou rebatejada com a República Kirguís. El 1994, tanmateix, el parlament fracassà a l'hora d'obtenir el quòrum suficient en la seva darrera sessió programada abans de l'expiració del seu mandat el febrer de 1995. El president Akàiev fou acusat àmpliament d'haver manipulat un boicot per la majoria dels parlamentaris. Akàiev, per contra, afirmà que els comunistes havien provocat una crisi política en impedir a la legislatura complir el seu paper. Akàiev planificà un referèndum, l'octubre del 1994, que obtingué la majoria aclaparadora dels vots, on proposava dues esmenes a la constitució —una d'elles permetria que la constitució fos esmenada mitjançant referèndum i l'altra no deixaria la constitució ser esmenada per mitjà d'un referèndum, i l'altra crearia un nou parlament bicameral anomenat Jogorku Keneix.
Es van celebrar eleccions per a les dues cambres legislatives el febrer de 1995 després de campanyes considerades extraordinàriament lliures i obertes per la majoria dels observadors internacionals, encara que els procediments del dia de les eleccions es van veure enterbolits per esteses irregularitats. Els candidats independents guanyaren la majoria dels escons, la qual cosa suggereix que les personalitats prevalien sobre les ideologies. El parlament nou convocà la seva sessió inicial el març de 1995.
El 24 de desembre, de 1995, el president Akàiev fou reelegit per a un altre mandat de 5 anys amb un ampli suport (un 75% dels vots) per damunt dels altres dos candidats opositors. Utilitzà els recursos governamentals i els mitjans de comunicació de l'estat per fer la seva campanya. Tres (d'un total de sis) candidats foren donats de baixa poc abans de les eleccions.
Un referèndum celebrat el febrer de 1996 -que violava la constitució i la llei sobre referèndums— esmenà la constitució per tal de donar més poder al president Akàiev. Si bé els canvis li donaren la facultat de poder dissoldre el parlament, alhora van esclarir els poders del parlament. Des d'aquell moment, el parlament ha demostrat independència real del poder executiu.
En un referèndum celebrat l'octubre de 1998 es van aprovar canvis constitucionals, incloent-hi l'augment del nombre de diputats en la cambra baixa, i la reducció del nombre de membres de la cambra alta, que eren elegits per les llistes de partits, la retirada de la immunitat parlamentària, la introducció de la propietat privada, prohibició d'adoptar lleis que restringissin la llibertat d'expressió i mitjans de comunicació i la reforma del pressupost estatal.
Es van celebrar dues eleccions parlamentàries el 20 de febrer del 2000 i el 12 de març, de 2000. L'Organització per a la Seguretat i Cooperació a Europa (OSCE) informà que les eleccions no van aconseguir complir els estàndards per ser considerades lliures i justes i, per tant, no eren vàlides. Els qüestionables procediments judicials contra els candidats i partits de l'oposició limitaren l'elecció de candidats disponibles per als votants kirquisos, mentre que els mitjans de comunicació, controlats per l'estat, només informaven favorablement sobre els candidats oficials. Els funcionaris governamentals pressionaren les emissions de mitjans de comunicació independents que afavorien l'oposició. L'elecció presidencial que seguí més tard, el 2000, també fou afectada per irregularitats i no fou declarada lliure i justa pels observadors internacionals. Al desembre del 2001, a través d'una esmena constitucional, la llengua russa rebé l'estatuts d'oficial.
Durant les eleccions del 27 de febrer del 2005 van esclatar esporàdiques protestes contra la percepció de manipulació electoral, combinades amb un seguit de crides on es demanava la dimissió del govern. Aquestes protestes van començar a les províncies del sud. El 24 de març, 15.000 manifestants prooposició es van concentrar a Bixkek i van demanar la dimissió del president i del seu govern. Els manifestants encerclaren el principal edifici governamental, i Akàiev fugí ràpidament de l'estat, primer al veí Kazakhstan i després a Moscou. Inicialment es negà a dimitir i denuncià els esdeveniments com a cop, però posteriorment renuncià al seu càrrec el 4 d'abril.